# 郭藹明
郭藹明（英語：Amy Kwok Oi Ming，1967年9月26日—），香港女演員以及主持，1991年度香港小姐競選冠軍；曾為無綫電視及亞洲電視合約藝人，丈夫為著名男演員劉青雲。

## 簡歷
郭藹明曾經就讀於嘉諾撒聖心書院，後來遠赴美國南加州大學機械工程學修讀。
1991年，吳雨在三藩市進行香港小姐全球招募活動。經過吳雨大哥的發掘和游說，郭藹明以碩士生身份參選1991年度香港小姐競選奪冠，同時贏得國際親善小姐及最佳談吐幽默獎；其後參選1992年國際華裔小姐競選摘下亞軍及最佳民族扮相獎。當選後於無綫電視發展，以拍攝電視劇為主，首部電視劇為《大時代》，擔任四大女主角之一，郭在此劇將個性堅強和好勝心極強的龍紀文演繹得淋漓盡致。即使事隔多年，她的演技亦獲不少網民激讚。因此，郭藹明在日後的劇集均擔任重要的角色。
她的角色多樣化，被外界一致認同戲路最為廣闊的一位花旦，例如《刑事偵緝檔案II》中飾演愛情至上、精神失常的女警藍嘉文、《孽吻》中飾演性格兩極的孖生姐妹蔣喬及蔣瑩、《天地豪情》中飾演老實又善良的程嘉鳴、《狀王宋世傑》系列中飾演白玲瓏以及《足秤老婆八兩夫》中飾演金玉，讓觀眾留下深刻印象。她所主演的劇集，均獲得收視口碑佳績，其中《天地豪情》的演出令她榮獲提名《萬千星輝賀台慶1998》「最佳女角演繹大獎」，更被外界視為大熱；而她與黃日華的感情線更榮獲提名《萬千星輝賀台慶1998》「最佳拍檔大獎」。
後來郭藹明與亞洲電視簽約為部頭合約藝員，演出《世紀之戰》、《義無反顧》等作品。她曾於2001年及2003年重返無綫電視，《足秤老婆八兩夫》是其最後一部無綫電視劇。2006年起淡出演藝圈。

## 感情生活
郭藹明跟鄺文珣、郭可盈、梁小冰以及林其欣為圈中閨蜜。她和劉青雲合作演出電視劇《大時代》時相識，不過當時在戲外無交流，後來因為《大時代》另一女主角周慧敏分別邀兩人欣賞其演唱會才進一步交往；另外郭在劇集《笑看風雲》中與《大時代》中另一男主角鄭少秋飾演兩父女。不過有傳當時郭藹明將在美國太空總署確認為正式工程師，因正與劉青雲發展而改變主意，決定不再過去美國，及後她否認其事，並澄清只曾於當地私人航天公司實習過一年多，又指當選後留港履行責任。最後於1998年跟劉青雲結婚。

## 演出作品

### 電視劇（無綫電視）
| 劇名           | 角色             | 性質           |
| -------------- | ---------------- | -------------- |
| 1992年         |                  |                |
| 大时代         | 龍紀文           | 四大女主角之一 |
| 1993年         |                  |                |
| 天倫           | 林紫珊           | 第二女主角     |
| 武尊少林       | 阿雪             | 特別演出       |
| 偷心大少       | 許安琪／袁天蘭   | 第二女主角     |
| 1994年         |                  |                |
| 第三類法庭     | 周予诺           | 第二女主角     |
| 笑看風雲       | 黄蕾（Sam）      | 第二女主角     |
| 俠義見青天     | 秋萍             | 單元角色       |
| 1995年         |                  |                |
| 天降奇缘       | 康子新（Sandy）  | 第二女主角     |
| 刑事偵緝檔案II | 藍嘉文（Carmen） | 第二女主角     |
| 1996年         |                  |                |
| 孽吻           | 蔣瑩（Joe）/蔣蕎 | 第一女主角     |
| 廉政行動1996   | 余詠嫻 (Ada)     | 單元二女主角   |
| 1997年         |                  |                |
| 狀王宋世傑     | 白玲瓏           | 第一女主角     |
| 1998年         |                  |                |
| 天地豪情       | 程嘉鳴（Abby）   | 四大女主角之一 |
| 1999年         |                  |                |
| 狀王宋世傑(貳) | 白玲瓏           | 第一女主角     |
| 2002年         |                  |                |
| 情事緝私檔案   | 何奇通           | 第一女主角     |
| 2004年         |                  |                |
| 足秤老婆八両夫 | 金玉             | 第一女主角     |

### 電視劇（亞洲電視）
| 年伤   | 劇名         | 角色   | 性質       |
| ------ | ------------ | ------ | ---------- |
| 2000年 | 世紀之戰     | 張 強  | 第一女主角 |
| 2003年 | 嫁錯媽       | 芳     | 第一女主角 |
| 2005年 | 方德與苗翠花 | 苗翠花 | 第一女主角 |
| 2006年 | 義無反顧     | 林芷欣 | 第二女主角 |

### 電視電影（無綫電視）
| 劇名       | 角色 | 性質       |
| ---------- | ---- | ---------- |
| 1993年     |      |            |
| 再世情未了 |      | 第一女主角 |

### 電影
| 年份 | 片名                  | 角色         |
| ---- | --------------------- | ------------ |
| 1993 | 方世玉續集            |              |
| 1994 | 花月危情              |              |
| 1994 | 男兒當入樽 (香港電影) |              |
| 1994 | 一線生機              |              |
| 1999 | 目露凶光              |              |
| 2006 | 最愛女人購物狂        | 百貨公司保安 |

### 配音
| 年份   | 片名       | 角色     |
| ------ | ---------- | -------- |
| 2003年 | 海底奇兵   | 珊瑚     |
| 2005年 | 超人特工隊 | 彈弓女俠 |

### MV
| 歌手   | 歌曲               |
| ------ | ------------------ |
| 張學友 | 妳是我今生唯一傳奇 |
| 劉德華 | 不可不信緣         |

## 廣告作品

### 商業廣告
- 1993年：富士菲林
- 1993年：萊思康電腦字典
- 1999年：雅居樂花園（與劉青雲共演）
- 2001年：Pricerite實惠家居（與劉青雲共演）
- 2015年：EPS EasyCash（與劉青雲共演）

## 獎項
- 1991年香港小姐競選冠軍
  - 國際親善小姐
  - 最佳談吐幽默獎

- 1992年國際華裔小姐競選亞軍
  - 最佳民族扮相獎

## 外部連結
- 郭藹明的新浪微博
- 郭藹明在互联网电影资料库（IMDb）上的資料（英文）
- 郭藹明在香港影庫上的簡介
- 郭藹明在时光网上的簡介（简体中文）
- 郭藹明在豆瓣上的资料（简体中文）

| 前任： 袁詠儀 | 香港小姐競選冠軍 1991年 | 繼任： 盧淑儀 |

| 前任： 翁杏蘭 | 香港小姐競選友誼小姐 1991年 | 繼任： 劉殷伶 |